# Campeonato da Micronésia de Atletismo de 2003
O Campeonato da Micronésia de Atletismo de 2003 foi a 1ª edição da competição organizada pela Associação de Atletismo da Oceania entre 25 de abril a 26 de abril de 2003, representando a região da Micronésia, na Oceania. O evento foi celebrado na cidade de Koror, em Palau, com um total de 29 provas (14 masculino,14 feminino e 1 misto). Além disso, a prova do lançamento de martelo masculino e feminino não fazia parte do campeonato, sendo destinada a atletas convidados da Austrália não concedido medalhas. 

## Medalhistas
Os vencedores das provas e seus resultados foram publicados na página da Athletics Weekly. 

### Masculino
| Evento                  | Ouro                                                  | Ouro     | Prata                                                | Prata    | Bronze                                                | Bronze   |
| ----------------------- | ----------------------------------------------------- | -------- | ---------------------------------------------------- | -------- | ----------------------------------------------------- | -------- |
| 100 metros              | Jack Howard · Estados Federados da Micronésia         | 11.09    | John Howard · Estados Federados da Micronésia        | 11.19    | Danny Fredrick · Estados Federados da Micronésia      | 11.41    |
| 200 metros              | Danny Fredrick · Estados Federados da Micronésia      | 23.39    | Peter Donis Rudolf · Estados Federados da Micronésia | 23.49    | Russell Ward Roman · Palau                            | 23.71    |
| 400 metros              | Jack Howard · Estados Federados da Micronésia         | 50.88    | Ashley Kazuma · Palau                                | 52.25    | Russell Ward Roman · Palau                            | 52.50    |
| 800 metros              | Neil Weare · Guam                                     | 2:03.96  | Derek Mandell · Guam                                 | 2:08.11  | Moikeha Keogh · Palau                                 | 2:10.43  |
| 1 500 metros            | Neil Weare · Guam                                     | 4:14.56  | Derek Mandell · Guam                                 | 4:31.12  | Nicholas Mangham · Palau                              | 4:34.76  |
| 5 000 metros            | Neil Weare · Guam                                     | 17:51.56 | Derek Mandell · Guam                                 | 18:25.44 | Rendelius Germinaro · Estados Federados da Micronésia | 18:26.81 |
| 4×100 metros estafetas  | Estados Federados da Micronésia                       | 43.73    | Palau                                                | 45.64    | Marianas Setentrionais                                | 46.99    |
| 4×400 metros estafetas  | Estados Federados da Micronésia                       | 3:29.27  | Palau                                                | 3:36.40  | Marianas Setentrionais                                | 3:42.20  |
| Salto em altura         | Donovan Helvey · Palau                                | 1.82     | Ketson Kabiriel · Marianas Setentrionais             | 1.60     |                                                       |          |
| Salto em comprimento    | Rabangaki Nawai · Kiribati                            | 6.20     | McKnight McArthur · Palau                            | 6.04     | Clayton Maluwelgiye · Estados Federados da Micronésia | 5.90     |
| Salto triplo            | Bwaraniko Paul · Kiribati                             | 12.82    | Taburimai Tewaki · Kiribati                          | 12.00    | McKnight McArthur · Palau                             | 11.65    |
| Arremesso de peso       | Jersey Iyar · Palau                                   | 12.71    | Steve Carrerra · Palau                               | 12.56    | Alipate Raikadroka · Palau                            | 11.66    |
| Lançamento de disco     | Clayton Maluwelgiye · Estados Federados da Micronésia | 36.56    | Jersey Iyar · Palau                                  | 33.48    | Gerard Jones · Nauru                                  | 33.06    |
| Lançamento do martelo † | Steve Carrerra · Palau                                | 35.67    | Barry Mullins · Austrália                            | 30.23    | Fletcher McEwen · Austrália                           | 28.73    |
| Lançamento do dardo     | Clayton Maluwelgiye · Estados Federados da Micronésia | 56.94    | Jersey Iyar · Palau                                  | 52.10    | Rabangaki Nawai · Kiribati                            | 47.34    |

†: Evento que não faz parte do campeonato.

### Feminino
| Evento                  | Ouro                            | Ouro     | Prata                                            | Prata    | Bronze                                           | Bronze   |
| ----------------------- | ------------------------------- | -------- | ------------------------------------------------ | -------- | ------------------------------------------------ | -------- |
| 100 metros              | Ngerak Florencio · Palau        | 12.90    | Rosa-Mystique Jone · Nauru                       | 13.07    | Desiree Craggette · Guam                         | 13.31    |
| 200 metros              | Ngerak Florencio · Palau        | 27.22    | Rosa-Mystique Jone · Nauru                       | 27.96    | Desiree Craggette · Guam                         | 28.01    |
| 400 metros              | Ngerak Florencio · Palau        | 65.20    | Vangie Mercado · Estados Federados da Micronésia | 65.90    | Rae Detabene · Nauru                             | 67.98    |
| 800 metros              | Christine Vicente · Guam        | 2:36.69  | Avon Grace Mazo · Palau                          | 2:39.15  | Banrenga Baikia · Kiribati                       | 2:54.48  |
| 1 500 metros            | Christine Vicente · Guam        | 5:38.43  | Banrenga Baikia · Kiribati                       | 5:59.25  | Jaceleen Pluhs · Estados Federados da Micronésia | 6:25.24  |
| 3 000 metros            | Christine Vicente · Guam        | 12:03.62 | Avon Grace Mazo · Palau                          | 12:36.74 | Banrenga Baikia · Kiribati                       | 12:41.75 |
| 4×100 metros estafetas  | Palau A                         | 51.89    | Nauru                                            | 53.45    | Palau B                                          | 53.93    |
| 4×400 metros estafetas  | Palau                           | 4:35.89  | Nauru                                            | 4:49.18  |                                                  |          |
| Salto em altura         | Carrissa Dkar Subris · Palau    | 1.52     | Barbara Gbewonyo · Palau                         | 1.40     | Kimaia Dan Murdoch · Kiribati                    | 1.3      |
| Salto em comprimento    | Kaitinano Mwemweata · Kiribati  | 4.50     | Barbara Gbewonyo · Palau                         | 4.39     | Connie Camacho · Marianas Setentrionais          | 4.28     |
| Salto triplo            | Barbara Gbewonyo · Palau        | 8.78     |                                                  |          |                                                  |          |
| Arremesso de peso       | Chandis Cooper · Palau          | 10.38    | Maleah Umerang Tengadik · Palau                  | 9.49     | Cristabel Gbewonyo · Palau                       | 9.15     |
| Lançamento de disco     | Chandis Cooper · Palau          | 28.94    | Julie Tokyo · Marianas Setentrionais             | 27.61    | Kimaia Dan Murdoch · Kiribati                    | 27.10    |
| Lançamento do martelo † | Christina Duenas · Guam         | 18.94    |                                                  |          |                                                  |          |
| Lançamento do dardo     | Maleah Umerang Tengadik · Palau | 36.97    | Julie Tokyo · Marianas Setentrionais             | 30.54    | Christina Duenas · Guam                          | 27.11    |

†: Evento que não faz parte do campeonato.

### Misto
| Evento                   | Ouro  | Ouro    | Prata | Prata   | Bronze   | Bronze  |
| ------------------------ | ----- | ------- | ----- | ------- | -------- | ------- |
| Revezamento medley 800 m | Palau | 1:42:28 | Nauru | 1:45.51 | Kiribati | 1:47.37 |

## Quadro de medalhas (não oficial)
| Ordem | País                            | Medalha de ouro | Medalha de prata | Medalha de bronze | Total |
| ----- | ------------------------------- | --------------- | ---------------- | ----------------- | ----- |
| 1     | Palau                           | 13              | 12               | 8                 | 33    |
| 2     | Estados Federados da Micronésia | 7               | 3                | 4                 | 14    |
| 3     | Guam                            | 6               | 3                | 3                 | 12    |
| 4     | Kiribati                        | 3               | 2                | 6                 | 11    |
| 5     | Nauru                           | 0               | 5                | 2                 | 7     |
| 6     | Marianas Setentrionais          | 0               | 3                | 3                 | 6     |
| Total | Total                           | 29              | 28               | 26                | 83    |